# IC 3629
IC 3629 هو اصطدام مجري، يقع في كوكبة الهلبة، يقدر بعده عن مجرة درب التبانة بنحو 618 مليون سنة ضوئية ويقدر قطره بحوالي 130 ألف سنة ضوئية.

## روابط خارجية
- IC 3629 على موقع ويكي سكاي: DSS2, SDSS, GALEX, IRAS, Hydrogen α, X-Ray, Astrophoto, Sky Map, Articles and images